# آگیوس سرجیوس
آگیوس سرجیوس (به لاتین: Agios Sergios) یک منطقهٔ مسکونی در قبرس شمالی است که در ناحیه غازی ماغوسا واقع شده‌است. آگیوس سرجیوس ۳٬۳۴۷ نفر جمعیت دارد.